# Sphaerodactylidae
Sphaerodactylidae zijn een familie van hagedissen die behoort tot de infraorde gekko's (Gekkota). Er zijn 229 verschillende soorten die in twaalf geslachten worden ingedeeld. De groep werd voor het eerst wetenschappelijk beschreven door Garth Underwood in 1954. 
In een vroegere indeling werd de familie als een onderfamilie van de familie gekko's (Gekkonidae) gezien, maar tegenwoordig wordt de groep als een aparte familie erkend.

## Taxonomie
Tot de Sphaerodactylidae worden de volgende geslachten gerekend;
- Aristelliger
- Chatogekko
- Coleodactylus
- Euleptes
- Amerikaanse daggekko's (Gonatodes)
- Lepidoblepharis
- Pristurus
- Pseudogonatodes
- Quedenfeldtia
- Hagedisteengekko's (Saurodactylus)
- Kogelvingergekko's (Sphaerodactylus)
- Teratoscincus